# Bisdom Makurdi

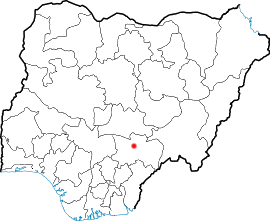
Makurdi binnen Nigeria

Het bisdom Makurdi (Latijn: Dioecesis Makurdensis) is een rooms-katholiek bisdom met als zetel Makurdi, de hoofdstad van de staat Benue in Nigeria. Het bisdom is suffragaan aan het aartsbisdom Abuja.

## Geschiedenis
Het bisdom werd opgericht op 9 juli 1934, uit het apostolish vicariaat Western Nigeria, als de apostolische prefectuur Benue. Op 18 april 1950 werd de naam gewijzigd naar apostolische prefectuur Oturkpo. Op 2 april 1959 werd het  verheven tot een bisdom, waarna het op 28 juni 1960 opnieuw van naam veranderde naar bisdom Makurdi. 
Het bisdom verloor meermaals gebied bij de oprichting van de apostolische prefecturen Yola (1950) en Kabba (1955), en de bisdommen Otukpo (1995), Lafia (2000), Gboko (2012) en Katsina-Ala (2012). 

## Parochies
In 2019 telde het bisdom 70 parochies. Het bisdom had in 2019 een oppervlakte van 7.304 km2 en telde 1.352.600 inwoners waarvan 40,7% rooms-katholiek was.

## Bisschoppen
- Giuseppe Kirsten (26 februari 1937 - 1947)
- James Hagan (20 maart 1948 - 29 maart 1966)
- Donal Joseph Murray (11 januari 1968 - 2 juni 1989)
- Athanasius Atule Usuh (2 juni 1989 - 28 maart 2015; coadjutor sinds 18 november 1987) 
  - William Amove Avenya (hulpbisschop 28 november 2008 - 29 december 2012)
- Wilfred Chikpa Anagbe (28 maart 2015 - heden; coadjutor sinds 8 juli 2014)

Abuja (aartsbisdom) · Gboko · Idah · Katsina-Ala · Lafia · Lokoja · Makurdi · Otukpo